# Tuffé
Tuffé là một xã trong tỉnh Sarthe ở tây bắc nước Pháp. Xã này nằm ở khu vực có độ cao từ 68-150 mét trên mực nước biển.